# Kočani
Kočani (nordmakedonska [ˈkɔtʃani] lyssna (fil)) är en stad i kommunen Kočani i östra Nordmakedonien. Staden hade 24 632 invånare vid folkräkningen år 2021.
Staden sträcker sig över den norra sidan av Kočanidalen, längs floden Kočani, där denna precis lämnar bergssluttningarna och rinner genom dalen. Norr om staden ligger Osogovbergen och 8 kilometer söderut stängs dalen av berget Plačkovica. Staden ligger mellan 350 och 450 meter över havet.
Av invånarna i Kočani är 89,50 % nordmakedonier, 8,37 % romer, 0,75 % valaker och 0,61 % turkar (2021).
Den 16 mars 2025 drabbades innevånarna i Kočani av en förödande brand på ett diskotek, där mer än 50 människor dog och över 100 skadades. 

## Bildgalleri

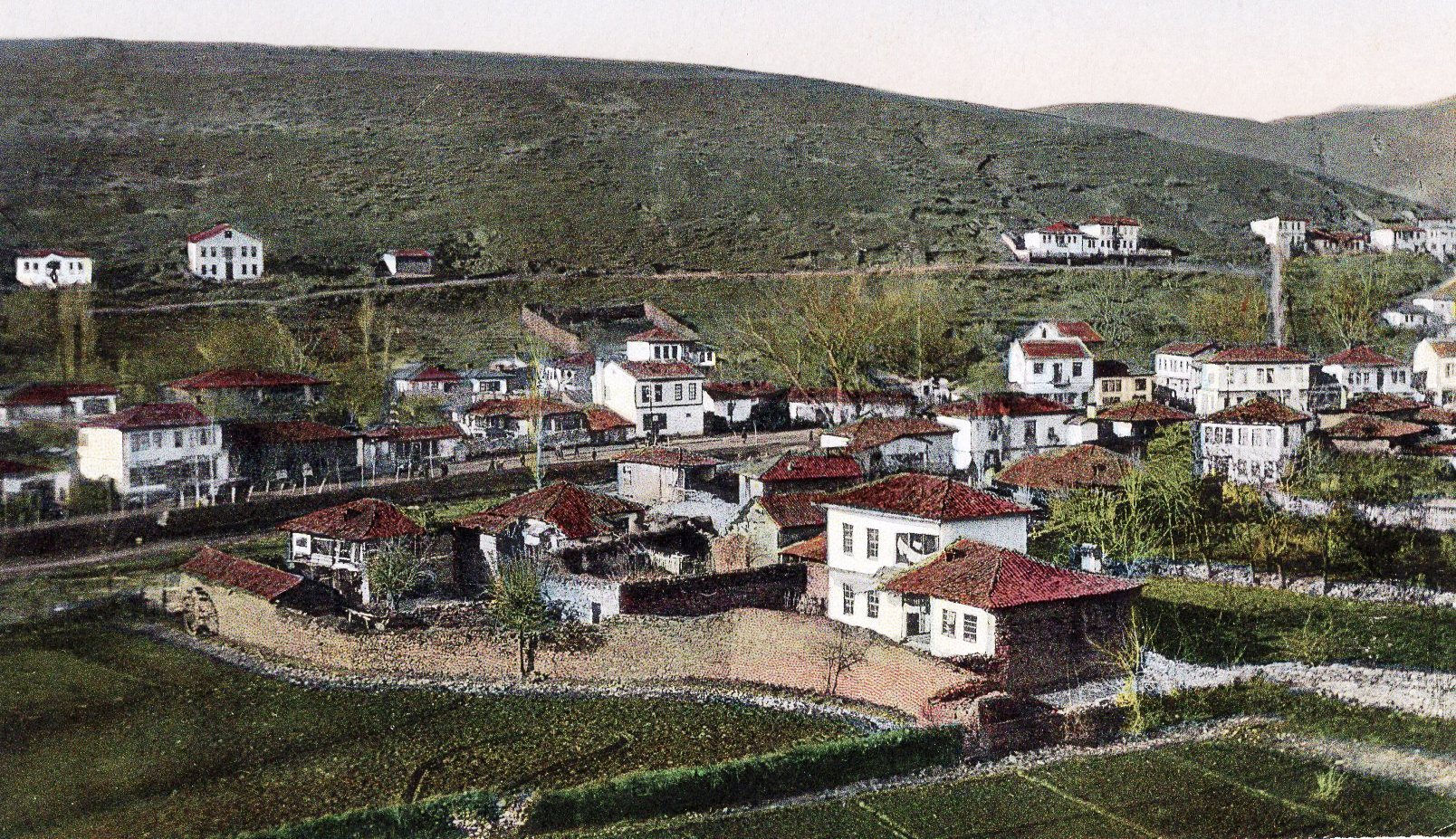
Vykort föreställande Kočani, från 1930-talet.
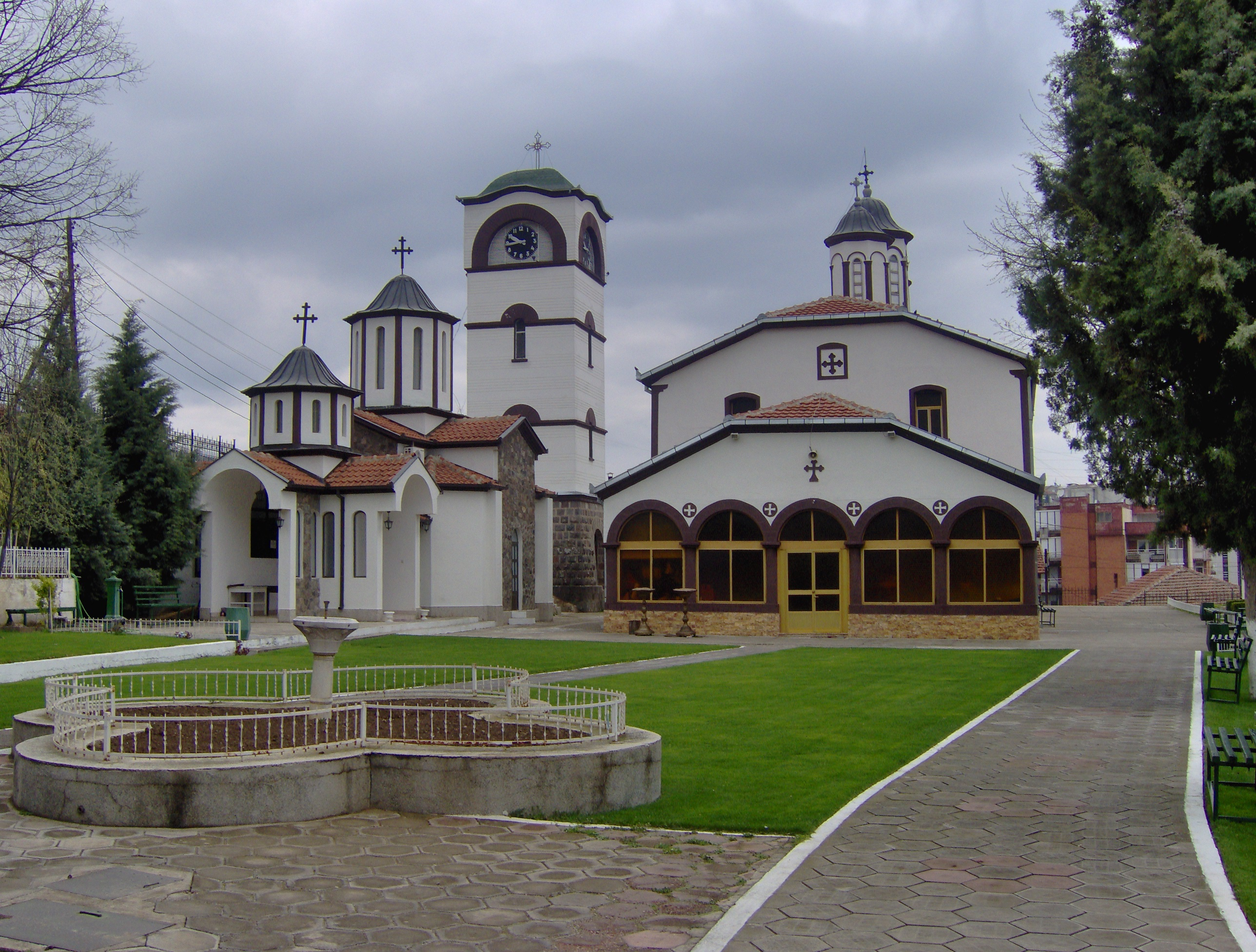
Ortodox kyrka i Kočani.
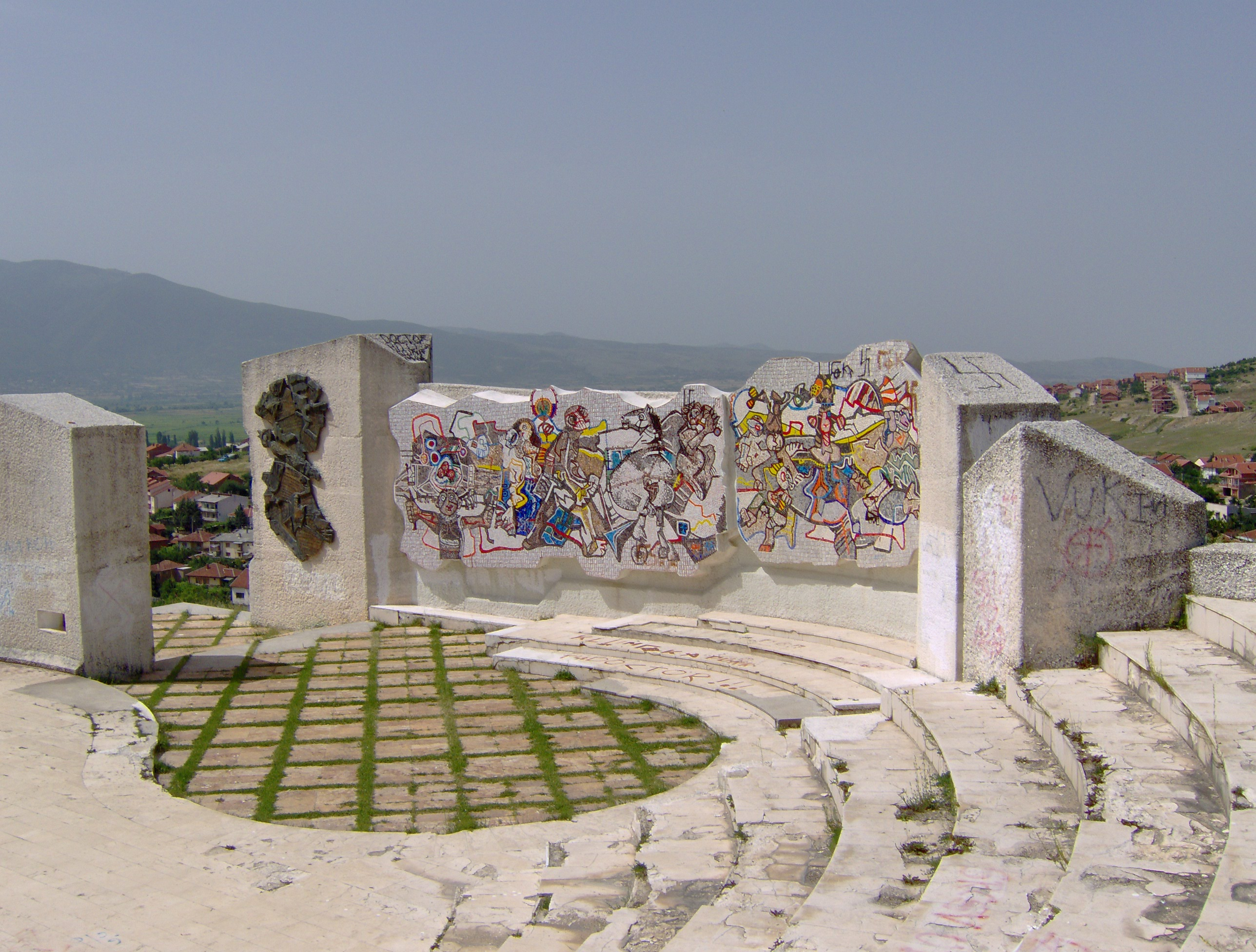
Frihetsmonument från andra världskriget i Kočani.